# Huy (Vizekönig von Kusch unter Tutanchamun)

Darstellung eines Pantherfelles (als Tribut aus Nubien) aus dem Grab

Amenhotep, besser bekannt als Huy, war der Vizekönig von Kusch unter König Tutanchamun (ca. 1333 bis 1323 v. Chr.).
Der Vizekönig von Kusch war der oberste ägyptische Verwalter der nubischen Provinzen. Huy begann seine Karriere vielleicht schon unter dem „Vizekönig von Kusch“ Merimose, der unter Amenophis III. amtierte. Unter diesem ist ein „Briefeschreiber des Vizekönigs von Kusch Merimose“ mit dem Namen Amenhotep bekannt, der vielleicht mit Amenhotep/Huy zu identifizieren ist.
Huy ist vor allem durch sein reich geschmücktes Grab in Theben (Qurnet Murrai) bekannt. Im Grab (TT40) finden sich zahlreiche einmalige Szenen. Hier sind vor allem Aufzüge von Nubiern zu nennen, die durch ihre eigentümliche Tracht und dunkle Hautfarbe auffallen.
Huy erbaute für König Tutanchamun einen Tempel in Faras.